# اودوکیا ماکرمبولیتیسا
اودوکیا ماکرمبولیتیسا (یونانی: Εὐδοκία Μακρεμβολίτισσα؛ ۱ ژانویهٔ ۱۰۲۱ – ۱ ژانویهٔ ۱۰۹۶) ملکه همسر بیزانس و همسر کنستانتین دهم دوکاس و رومانوس چهارم و خواهرزادهٔ اسقف‌اعظم قسطنطنیه میخائیل کِرولاریوس بود پس از فوت  کنستانتین دهم او نایب‌السلطنتی فرزندانش را با قدرت کامل برای آنها برعهده گرفت، اما امپراتوری بیزانس در زمان سلطنت او در معرض خطر حملهٔ سلجوقیان قرار داشت و اودوکیا به منظور دفع این تهدید در ۱۰۶۸ با رومانوس ازدواج کرد. درنتیجهٔ این ازدواج رومانوس بخاطر اقتدار ارشد و اصلی که اودوکیا در امپراتوری داشت به جایگاه امپراتوری رسید و با عنوان رومانوس چهارم بر تخت نشست هنگامی که رومانوس چهارم در سال ۱۰۷۱ میلادی بر اثر دسیسه های اودوکیا عزل شد، وی بار دیگر مقام نیابت سلطنت را برای پسران خود بدست آورد، اما مدتی بعد مجبور به استعفاء شد.